# Sandra Kim
Sandra Kim, właśc. Sandra Caldarone (ur. 15 października 1972 w Montegnée) – belgijska piosenkarka, mające włoskie korzenie.
Laureatka 31. Konkursu Piosenki Eurowizji (1986).

## Życiorys
Mając 13 lat, reprezentowała Belgię z piosenką „J’aime la vie” w 31. Konkursie Piosenki Eurowizji w Bergen. 3 maja wystąpiła w koncercie finałowym i zajęła w nim pierwsze miejsce po zdobyciu 176 punktów, zostając najmłodszą w historii laureatką konkursu. Ze względów regulaminowych utrzymywano, że ma 15 lat. Po ujawnieniu jej prawdziwego wieku delegacja ze Szwajcarii złożyła wniosek do Europejskiej Unii Nadawców o unieważnienie wyników, jednak został on odrzucony. W 2005 przekazała eurowizyjną statuetkę na potrzeby wystawy przygotowanej z okazji obchodów 175-lecia odzyskania niepodległości przez Belgię.
Wykonała tytułową piosenkę do francuskiego serialu animowanego Było sobie życie.

## Dyskografia
- J’aime la vie (1986)
- Bien dans ma peau (1988)
- Balance tout (1991)
- Les Sixties (1993)
- Onvergetelijk (1997)
- Door veel van mij te hiuden (Frank Galan) (1997)
- Heel diep in mijn hart (1998)
- J’aime la vie (Best Of) (2002)
- Make Up (2011)